# Ose
Ose és una àrea de govern local (LGA) a l'estat d'Ondo que agafa el nom del riu Ose. La capital de la LGA és Ifon i la integren les poblacions de Okeluse,Ijagba, Umoru, Ute i Ifon, al nord, i Irekari (amb Idoani, Idogun, Afo i Imeri) al sud. Es tracta d'una regió agrícola amb cultiu de cacau com a principal.
La superfície és de 1.465 km² i la població de 144.901 (2006).